# マラニー (DD-528)
マラニー (USS Mullany, DD-528) は、アメリカ海軍の駆逐艦。フレッチャー級駆逐艦の1隻。
艦名はジェームズ・ロバート・マディソン・マラニー少将にちなむ。その名を持つ艦としては2隻目。

## 艦歴

### 第二次世界大戦
元々は「ビーティ (USS Beatty) 」となる予定であったが、1941年5月28日に「マラニー」へと変更となった。1942年1月15日にカリフォルニア州サンフランシスコのベスレヘム造船にて起工、1942年10月10日に進水、1943年4月23日にバロン・J・マラニー指揮下にて就役した。
サンディエゴ沖でのシェイクダウンと訓練、及びアリューシャン列島での護衛任務の後、「マラニー」は1943年12月に南西太平洋の第7艦隊に加わった。1944年3月2日から4日にかけて、アドミラルティ諸島のゼーアドラー湾の北東に位置する島であるロスネグロス島に上陸する際、ゼーアドラー湾からの移動を支援する掃海艇を護衛した。「マラニー」は日本軍の砲撃を引き付け、5インチ砲による砲撃で港の防御を沈黙させ、掃海艇の作戦行動を支援した。
レイテ沖海戦では第7艦隊の旗艦「ワサッチ(AGC-9) 」を護衛し、その後オーバーホールのためサンフランシスコへ向かった。1945年1月にハワイ近郊で訓練を行った後、硫黄島侵攻のために第54機動部隊に加わり、輸送艦を護衛した。
1945年4月6日、沖縄戦における対潜水艦の哨戒任務にて、17時45分に神風特攻隊を迎撃した。数秒後、戦闘機は多数の被弾により発煙しながら「マラニー」に迫り、船体後部デッキに突入、火災が発生した。その後の20分間にさらに3機の敵機に攻撃されたが、対空砲火により2機を撃墜し、もう1機を追い払った。
1時間後、艦長は後部弾薬庫の隔壁の過熱により、爆発が差し迫っているとの報告を受けた。将校の多くは弾薬の誘爆による悲惨な結果を見ており、18時29分に艦長は船を放棄するように命令した。掃海駆逐艦「ゲラルディ(DMS-30) 」および掃海艇「エグゼキュート (AM-232) 」は、「マラニー」の乗組員の救助にあたり、その後、駆逐艦「パーディー (DD-734) 」が加わり消火を行った。弾薬庫隔壁及び燃料タンクへの放水により誘爆を免れたため、「マラニー」艦長は23時に基幹要員を乗艦させた。火が消えた後、「エグゼキュート」が曳航を試みたが、航行速度を上げた際にケーブルが断線したため中止された。その後、乗組員により1つの機関の始動に成功し、真珠湾を経由してサンフランシスコに向かい、5月29日に到着した。「マラニー」は沈没を免れたが、乗組員の21名が死亡、9名が行方不明となり、36名が負傷した。 
完全に修理された「マラニー」は9月25日に出航し、サウスカロライナ州チャールストンの予備艦隊に加わり、1946年2月14日に退役するまでパナマ運河と大西洋艦隊の任務に就いた。

### 戦後
1951年3月8日に再就役した「マラニー」は大西洋艦隊に復帰し、1954年1月までに第6艦隊の平和維持任務に参加するために地中海に3度配備された。その後、太平洋艦隊での任務のために第21駆逐艦戦隊に再配備され、10年間に渡り第7艦隊と共に西太平洋にて8度の任務にあたり、アジアの自由を保護するために哨戒及び訓練活動に参加した。 

### ベトナム戦争
「マラニー」はアジア沿岸への9度目の航行にて戦闘に復帰し、1965年にベトナム沖での航空攻撃作戦において空母「インディペンデンス (CV-62) 」を護衛し、ダナンで港湾防衛を務めた。1965年7月6日、「マラニー」の5インチ砲は沖縄以来初めて発砲された。クイニョンに上陸した米国第7海兵連隊を支援していた際にはベトナム沖で漁船になりすましたソビエト連邦の工作船に遭遇し、数日間これを尾行し、重要な情報を収集した後、尾行任務を艦隊のタグボートに引き継いだ。
翌年、ベトナム沿岸に戻り、1966年11月20日から30日にかけて5インチ砲で28隻の敵船を撃沈、26隻を損傷させた。更に1967年3月まで空母「タイコンデロガ (CVA-14) 」を護衛した。ロングビーチ海軍造船所でのオーバーホールの後、「マラニー」は1967年をカリフォルニア沖で再訓練と現地での作戦に費やした。
1968年2月、再び西太平洋に配備され、1968年7月9日にベトナム海域を離れた。「マラニー」は137日間で地球1周のほぼ2倍にあたる46,468マイル (74,783 km) を航行した。25年にわたる艦歴において、マラニーは40回以上地球を一周した計算となる。ニュージーランドのオークランドを訪れた後、9月にサンディエゴに帰投した。その後2年間、ロングビーチ海軍造船所を拠点とし、予備の練習船として西海岸を南北に航行した。1971年の時点において、「マラニー」は現役で最古の駆逐艦となった。その後1971年10月6日に海軍船籍から除籍され、中華民国に売却された。 

### 中華民国海軍にて
1971年10月6日に中華民国海軍に移譲され、「慶陽（チンヤン、拼音: Chin Yang, DD-09）」と改名された。
艦番号は1976年1月にDD-947、1979年10月にDD-909へ変更された。
その後、1980年から「慶陽」は武進1号計画に基づき近代化が行われた。これにより、これにより、雄風I型対艦ミサイルとシーチャパラル艦対空ミサイル等が搭載されミサイル駆逐艦DDG-88に再分類されている。1986年には雄風II型対艦ミサイルの運用能力を獲得。
1999年7月16日に退役し、2001年11月1日に人工魚礁として沈没した。

## 栄典
「マラニー」は第二次世界大戦中の功績により7個の従軍星章を受章した。 